# دارين ستيوارت
دارين ستيوارت (بالإنجليزية: Christian؛ مواليد 30 ديسمبر 1990) هو مُقاتل فنون قتالية مختلطة إنجليزي مُعتزل.

## وصلات خارجية
لا توجد روابط لمواقع التواصل الاجتماعي.

- دارين ستيوارت على موقع يو إف سي (الإنجليزية)
- دارين ستيوارت على موقع شيردوغ (الإنجليزية)
- دارين ستيوارت على موقع Tapology.com (الإنجليزية)
- دارين ستيوارت على موقع IMDb (الإنجليزية)
- دارين ستيوارت على موقع قاعدة بيانات الفيلم (الإنجليزية)